# Enzo Nenci
Enzo Nenci (* 28. April 1903 in Mirandola; † 10. März 1972 in Virgilio) war ein italienischer Bildhauer und Zeichner.

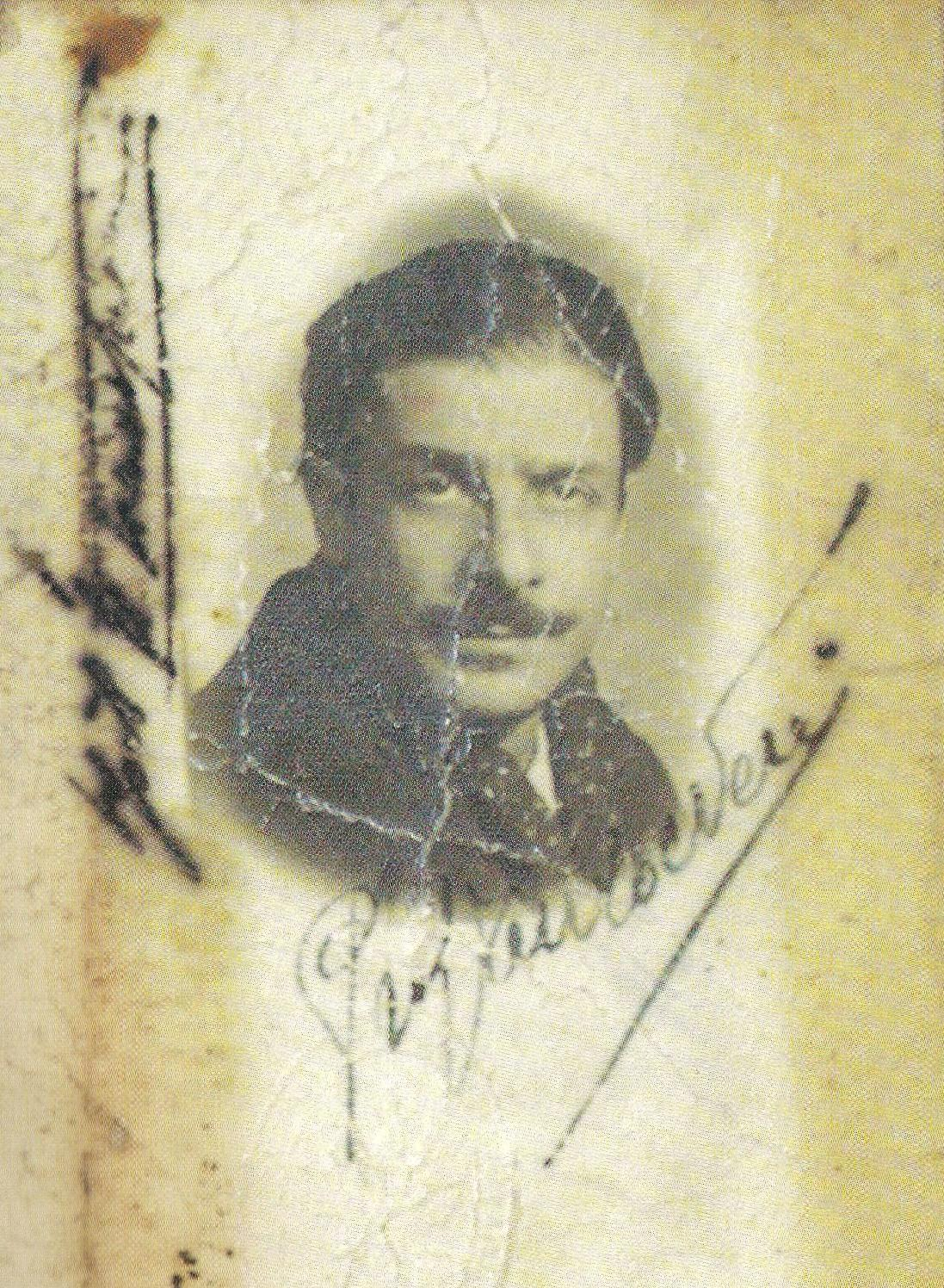
Enzo Nenci, 1936

## Leben
Enzo Nenci wurde am 28. April 1903 in der Via dell’Ospedale in Mirandola (Provinz Modena) als Sohn des Musiklehrers und Komponisten Giuseppe Nenci und der Gräfin Giacomina Giulietti Dei geboren, einer Frau, die sich der Malerei verschrieben hatte.

### Ausbildung
Im Jahr 1907 zog die Familie von Mirandola nach Ferrara, wo Enzo die Grund- und Mittelschule besuchte, das Fach Setticlavio absolviert, als Cellist bei Symphonie- und Opernkonzerten unter der Leitung seines Vaters mitwirkte und Ton modellierte. Gualtiero Medri, Direktor der Musei Civici Estensi und Freund von Enzo, schreibt, dass er „auf dem Dachboden seines Hauses mit dem Ton, den er mit Hilfe eines Bruders an den Ufern des Volano sammelte und heimlich nach Hause brachte, begann, sich als Bildhauer zu betätigen“.
Unter den zahlreichen Künstlern, die im Hause Nenci verkehrten, waren Filippo de Pisis, Corrado Govoni, Giovanni Cavicchioli und der Cellist Marcello Benedetto Mazzacurati, die Enzos tiefe Leidenschaft für die Kunst förderten. Diese Leidenschaft führte dazu, dass er die Musik aufgab und sein technisches Studium unterbrach, um auf Anraten des Cousins seiner Mutter, des toskanischen Bildhauers Arnaldo Zocchi, in Florenz bei dem Bildhauer Ezio Ceccarelli, einem Freund Auguste Rodins, Kurse in der Marmorbearbeitung zu belegen.
Sein Studium der harten Materie führte ihn nach Pietrasanta, wo er eine brüderliche Freundschaft mit dem Dichter ausQuerceta, Garibaldo Alessandrini, schloss.
Danach zog er nach Rom, als Gast seines Cousins, des Grafen Giuseppe Giulietti (Goldmedaillenträger im Ersten Weltkrieg), der ihn in die besten Salons der Hauptstadt einführte, ihn mit den Werken der großen Meister in den Basiliken und Museen bekannt machte, ihm das Atelier von Arnaldo Zocchi und die großen Künstler der Hauptstadt zeigte.

### Frühe Arbeiten
Ende 1924 kehrte er in die Stadt Este zurück, wo er in der Via Del Turco ein Atelier eröffnete und mit den ersten größeren Aufträgen in den Palazzo dei Diamanti umzog. Sein Werk wurde bekannt, als er 1925 und 1926 an den regionalen Ausstellungen der Emilia-Romagna teilnahm, zusammen mit etablierten Künstlern, mit Werken, die zu einer „höheren Form der Plastizität tendieren, bei der das Material nicht um seiner selbst willen wertvoll ist, sondern wegen dessen, was es ausdrücken kann“.
Anfang der 1930er Jahre unterrichtete er plastische Kunst an Berufsschulen und verlegte sein Atelier in den Palazzo Mazzucchi von Rossetti. Später heiratete er die Adelige Rita Leonina Boari, mit der er eine Tochter, Giacomina, hatte. 1932 zog er mit ihnen nach Zappolino bei Castello di Serravalle, wo er mehrere Werke schuf und den Arzt und Dichter Giuseppe Lenzi in Case Rosse besuchte.
Die Ehe mit der jungen Gräfin geriet in eine Krise, als er die junge Ida Liberali kennenlernte, die seine geliebte Lebensgefährtin wurde und ihm fünf weitere Kinder schenkte: Maria Elsa, genannt Mimmi, Giorgio, Claudio, Giancarlo und Giacomina. In diesen Jahren erlebte er das wichtige kulturelle Klima der Este-Stadt, das vom Umfeld des Corriere Padano und den Mitarbeitern der Terza pagina (unter der Leitung von Giuseppe Ravegnani) geprägt war, und nahm an Ausstellungen mit Giovanni Boldini, Giuseppe Mentessi, Cesare Laurenti, Filippo de Pisis, Achille Funi, Giovanni Battista Crema, Arrigo Minerbi und anderen teil. Er stellte auf der 3. Biennale d’Arte Triveneta in Padua aus und schuf Denkmäler in Venedig, Ferrara, Bologna und für Libyen.

### Künstlerische Reife und Umzug nach Mantua

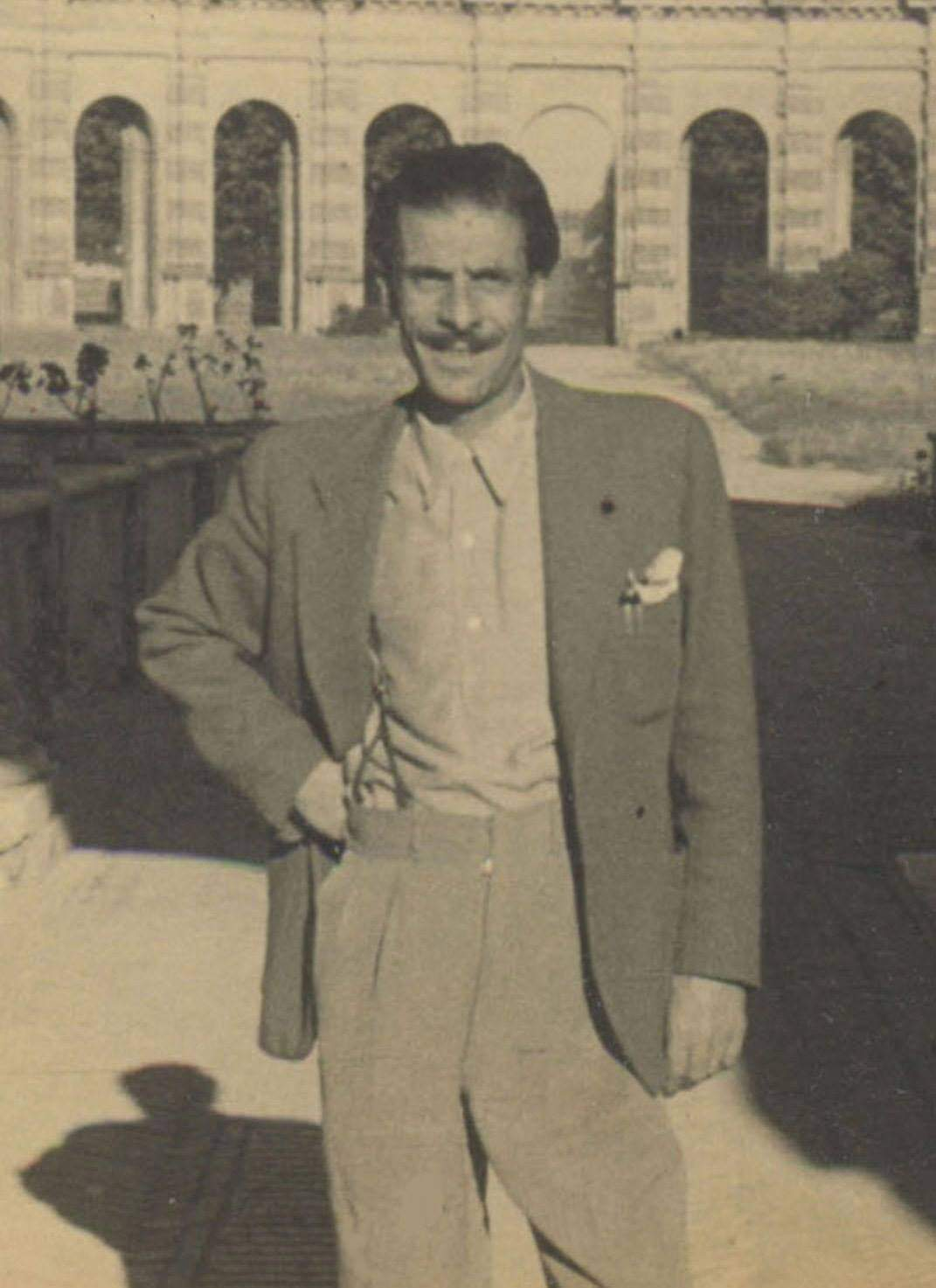
Enzo Nenci

1944 wurde sein letztes Atelier in Ferrara, in der Barriera di Porta Po, bei einem Bombenangriff zerstört, wodurch viele seiner Werke und die Dokumentation seiner kulturellen Beziehungen verloren gingen. In den letzten Kriegsjahren arbeitete er als Chefchemiker in der Zuckerfabrik von Polesella (Rovigo) und lebte mit seiner Familie in Frassinelle Polesine, wo er Porträts modellierte und einige Marmorskulpturen schuf. Am Ende des Krieges, in dem er zwei Brüder verlor, ließ er sich in Ponte San Pietro (Bergamo) nieder, verkehrte aber auch in Mailand, wo drei Brüder und seine Eltern seit 1931 lebten, in Künstlerkreisen und entwarf Modelle für den Keramikkünstler Antonio Borsato.
Bald darauf wurde er als analytischer Chemiker in die Zuckerraffinerien um Mantua berufen. Fasziniert von der Stadt Andrea Mantegnas und Giulio Romanos, beschloss er, dort zu leben. Die Nachkriegszeit verschonte die Künstler nicht vor wirtschaftlicher Not, erst recht nicht, wenn sie frei von politischen und pädagogischen Verpflichtungen waren, doch Nenci wurde bald Teil der lokalen Kunstszene. Seine Bildhauerei griff den unterbrochenen Diskurs wieder auf und bewegte sich auf eine „Suche nach Struktur und Ausdruck zu: eine Synthese zwischen der Festigkeit des Materials und der Dehnbarkeit seiner Form“. Die Werke der frühen mantuanischen Periode werden mit Vorsicht rezipiert und zeichnen sich durch „körperliche Spannungen wie Wölbungen, Knoten und Klumpen voller Materie, etwas Impulsives und Originelles, das unter der Oberfläche bebt“ aus, die durch „ein Wachstum der Architektur des Objekts im Vordergrund“ erreicht werden. Denn die gleiche Energie und technisch–expressive Intelligenz, die der Bildhauer beim Erschaffen besitzt, besitzt auch der Betrachter beim Betrachten und somit ein Objekt im Raum und dessen Konsistenz".
In diesen Jahren entstanden die ersten „Stalagmiten“, die Luciano Caramel als „einzigartige Werke“ bezeichnete, von denen er „unter den ausdrucksstärksten jene nennt, die sich gerade der Familie widmen und dazu berechtigt sind, indem sie buchstäblich durch eine klopfende Materie, die sich wie ein magmatischer Guss anbietet, den Banden des Blutes und der affektiven Korrespondenz zwischen Eltern und Kindern einen Körper geben“.
Diese Expressivität setzte sich linear in den Stalagmiten–Stalaktiten fort, bei denen es sich „meist um spitz zulaufende und steil abfallende, manchmal gewölbte Kompositionen handelt, die die Wirkung von Kalksteinagglomeraten nachahmen, die vom Wasser modelliert wurden, fast wie geschmolzener Schlamm, der das Aussehen von atmenden Präsenzen annehmen kann“, bei denen man „die Anziehungskraft jenes sinnlichen Abstraktionismus, der immer von einer angedeuteten Fleischlichkeit beseelt ist, zutiefst spüren kann“ und bei denen man gleichzeitig „die Bildhauerei als eine Technik der Vergeistigung der Materie“ empfinden kann, was auf sein Interesse für die Philosophie und die Beziehungen zurückzuführen ist, die er mit einigen Professoren dieser Wissenschaft an den Universitäten von Bologna, Urbino und San Marino unterhält.
Mitte der 1950er Jahre entstehen die Orientali, die sich in „anschwellende, geschlossene Volumen“ verwandeln, und einige Jahre zuvor die Jugendlichen und die Porträts, die sich durch eine tiefe und zarte Introspektion auszeichnen, in denen das Material „in der Wiedergabe der Oberflächen, in der Politur bestimmter Gesichter und in der sehr kontrollierten handwerklichen Ausführung“ zur Geltung kommt. In den in Mantua entstandenen Kompositionen „tauchen Erinnerungen an die vom Symbolismus und Futurismus durchdrungene Atmosphäre seiner Jugend auf, aber mit einem neuen Selbstbewusstsein, das in der Lage ist, das dekorative Wesen, das der Skulptur eigen ist, wiederzugewinnen und gleichzeitig die Kompaktheit des Objekts zu durchbrechen, um es in harmonischen und rhythmischen Kompositionen aus Körpern und Leerstellen zu durchdringen“: Ausführungen, die ihn in der Geschichte der italienischen Bildhauerei des 20. Jahrhunderts auf sehr persönliche Weise auszeichnen.
Er starb am 10. März 1972 in seinem Haus in Virgilio.
Die Enzo Nenci gewidmeten Ausstellungen, die von Kunsthistorikern in öffentlichen und privaten Museen und Galerien kuratiert wurden, umfassen mehr als zwanzig Einzel- und Retrospektivausstellungen und etwa vierzig Gruppenausstellungen.

### Ausgezeichnete Wettbewerbsbeiträge und Ehrungen
Zu den gewonnenen Wettbewerben gehört der internationale Wettbewerb von 1954 um den Orfeo d’oro. ein internationaler Preis für Opernmusik, der an Arturo Toscanini, Giuseppe Di Stefano, Mario Del Monaco, Nicola Rossi-Lemeni, Cesare Siepi, Dietrich Fischer-Dieskau, Dimitri Mitropoulos, Wolfgang Windgassen, Bruno Walter, Maria Callas, Ebe Stignani, Renata Tebaldi, Giulietta Simionato und Elisabeth Schwarzkopf verliehen wurde.
Die Städte Mantua, Ferrara, Mirandola, Copparo und Virgilio haben ihm eine Straße gewidmet.

## Herstellungstechniken
Das Werk von Enzo Nenci, das sich auf die plastische Umsetzung konzentriert, basiert auf einer zeichnerischen Vorbereitung, sowohl als autonome Kunstform als auch als Vorbereitungsphase für plastische Werke, die in der Endphase in Terrakotta, Gips, Bronze, Marmor und in einigen Fällen in Beton ausgeführt wurden.

## Einzelausstellungen
- 1958

Einzelausstellung, Galleria Benedetti, Legnago
Ausgewählte Werke, Galleria La Gonzaghesca, Mantua, 30.10.–10.11.1958
- 1969

Ausgewählte Werke, Circolo culturale G. Rosmini, Rovereto, 3.–18.11.1969 (Text von Manlio Gabrieli)
- 1958

### Retrospektiven
- 1978

Anthologische Ausstellunga – Ausgewählte Werke 1947–1972, Chiostrino di San Romano, Ferrara, 23.5–3.6. (Text von Renzo Margonari)
- 1980

Hommage an Enzo Nenci, Corte Gonzaghesca, Pietole di Virgilio (MN)
- 1983

Enzo Nenci – Skulpturen 1921–1971, Museo Civico di Palazzo Te, Mantua, 1.5.–16.6. (Texte von Antonello Trombadori, Licisco Magagnato, Gian Maria Erbesato)
- 1984

Enzo Nenci, Skulpturen, Civica Galleria d’Arte Moderna – Palazzo dei Diamanti, Ferrara, 13.5.–24.6. (Texte von Francesco Bartoli, Licisco Magagnato)
- 1987

Enzo Nenci, Skulpturen 1921–1958, Galleria del Popolo, Mirandola (Modena), 10.5.–7.6.; Galleria Comunale d’Arte "O. Marchesi", Copparo, 27.8.–25.10.; Galleria Comunale d’Arte " U. Celada", Virgilio, 8.11.–13.12. (Texte von Paolo Fossati – Maria Cristina Mundici)
- 1990

Enzo Nenci. Stalagmiti–stalattiti e inediti, Museo Nazionale di Palazzo Ducale, Mantua, 24.8.–23.9. (Text von Rossana Bossaglia)
- 1997

Enzo Nenci, Skulpturen 1921–1971, Casa del Mantegna, Mantova, 15.2.–31.3., Kuratiert von Giuseppe Zecchini u. Giorgio Nenci (Texte von Vittorio Sgarbi, Franco Monteforte, Angelo Andreotti)
- 1999

Enzo Nenci, Skulpturen 1945–1956, Volksbank–Kunstgalerie Kornplatz, Meran, 4.–29.8. (Text von Carlo Bertelli)
- 2000

Bronzi di Enzo Nenci – Skulpturen 1945–1978, Galleria d’Arte Mazzini, 1.–31.5.
- 2001

Enzo Nenci, Skulpturen 1945–1958, Museo d’Arte moderna Villa Ippoliti, Gazoldo, 11.2.–11.3. (Texte von Carlo Bertelli, Renzo Margonari)
- 2002

Enzo Nenci, Skulpturen 1945–1971, Palazzo Pretorio, Campiglia Marittima, 18.7.–7.8.2002 (Text von Domenico Cara)
- 2003

Enzo Nenci 1903–1972. Retrospettiva, GAMA Civica Galleria d’Arte moderna, Gallarate, 30.11.2003–11.1.2004, Kuratiert von Luciano Caramel; Museo Civico di Mirandola, 4.10.–16.11., Kuratiert von Luciano Caramel (Texte von Luciano Caramel, Emma Zanella)

Enzo Nenci, disegni e inediti, Museo Virgiliano di Pietole (MN), 18.10.–9.11. (Text von Gian Maria Erbesato)
- 2005

Assonanze, Fashion District, Mantua, 16.4.–15.5., Kuratiert von Vittorio Sgarbi (Text von Vittorio Sgarbi)
- 2006

Enzo Nenci, il periodo mantovano, Begleitausstellung bei Novegro Novecento, 5ª Mostra delle Arti Decorative del XX secolo, Mailand, 19.22.1., Kuratiert von Archeo900

Enzo Nenci a Mantova, Begleitausstellung zur Fiera d’Arte Antiquaria, Gonzaga, Kuratiert von Archeo900
- 2007

Assonanze, Palazzo Ducale, Revere (MN), 6.5.–17.6. (Text von Vittorio Sgarbi)
- 2009

Enzo Nenci il linguaggio della scultura (Hommage an Enzo Nenci), Castello dei Pico, Mirandola (Mo), 26.9.–8.11., Kurator Giampaolo Ziroldi; Civica Galleria d’Arte moderna A. Bonzagni", Cento, 19.12.2009–7.3.2010 (Texte von Giuseppe Di Giacomo, Giuseppe Muscardini)
- 2010

Omaggio a Enzo Nenci scultore, Il Salotto di L. A. Muratori, Vignola (Mo), 6.–21.11, Kuratiert von Michele Fuoco und der Vereinigung Amici dell’Arte di Vignola
- 2011

Enzo Nenci il linguaggio della scultura, ex–chiesa Madonna della Vittoria, Mantua, 15.1.–27.2., Kuratiert von der Vereinigung Amici di Palazzo Te und Musei Mantovani (Text von Gianfranco Ferlisi)

Enzo Nenci la scultura come coscienza, Palazzo Bellini, Comacchio, 16.4.–22.5. Kuratiert von Laura Ruffoni und Gianfranco Ferlisi (Texte von Giuseppe Di Giacomo, Giuseppe Muscardini)
- 2017

Enzo Nenci (1903–1972), Elegie affettive, Torrazzo Gonzaghesco di Commessaggio (MN), Kuratiert von der Liceo Artistico „Giulio Romano“ von Mantua, 14.7.–15.8.
- 2018

Enzo Nenci (1903–1972) – Intimità spirituale, Basilica Palatina di Santa Barbara – Polo Museale del Palazzo Ducale di Mantova, Kuratiert von der Liceo Artistico Giulio Romano, Mantua, 7.4.–1.5.

All’ombra della scultura. Enzo Nenci 1903–1972, Castello Gonzaghesco di Redondesco, 15.7.–5.8.
- 2020

Enzo Nenci "copparese" 6 Skulpturen und ein Brunnen, Galleria civica Alda Costa, Copparo, 5.–27.9.

## Gruppenausstellungen
- 1925

Mostra d’Arte Regionale Emiliana, Castello Estense, Ferrara, 7.6.–7.7.
- 1926

Mostra d’Arte Regionale Emiliano–Romagnola, Castello Estense, Ferrara, 30.7.–5.9.
- 1928

Grande Mostra „La Settimana Ferrarese“, Palazzo Sant'Anna, Ferrara, 1.10.–30.11. Kuratiert von Giannetto Avanzi
- 1929

Mostra Scultori Ferraresi, Palazzo Sant’Anna, Ferrara, 8.–31.12.
- 1932

III^ Mostra Biennale d’Arte Triveneta, Padua, 12.10.–30.11.

Mostra Sindacale Artisti Ferraresi, Attrium des Teatro Comunale, Ferrara, 4.–14.12.
- 1933

III^ Mostra Regionale d’Arte Emiliano Romagnola, Palazzo S. Anna, Ferrara, 2.6.–14.7.
- 1934

Mostra di Belle Arti, Argenta, 2.–30.10.
- 1935

Mostra d’Arte „La Settimana Centese“, Cent, 8.–15.9.
- 1937

Mostra Interregionale „Pro Patria“, Castello Estense, Ferrara, 7.4.–21.5.
- 1950

Mostra Collettiva Artisti Mantovani, Palazzo Te, 1.5.–30.10.
- 1952

I^ Mostra Sindacale d’Arte, Casa del Mantegna, 11.5.–1.6.
- 1953

Mostra d’Arte „Premio Mantegna“, Casa del Mantegna, 4.–18.10.

Mostra Provinciale d’Arte CIF, Palazzo delle Poste, Mantua, 16.5.–4.6.
- 1954

II^ Mostra Sindacale d’Arte, Casa del Mantegna, 6.5.–20.6.

VII° Premio Suzzara, Suzzara, September

VII^ Esposizione Nazionale d’Arte, Rom
- 1955

III Mostra Sindacale d’Arte, Casa del Mantegna, 12.–26.6.

VIII° Premio Suzzara, Suzzara, September
- 1956

Mostra d’Arte Contemporanea, Palazzo della Ragione, Mantova, 16.–30.6.

VII^ Esposizione d’Arte Contemporanea, Galleria delle Antichità–Palazzo Ducale, Sabbioneta, 21.–28.10.

IX° Premio Suzzara, Suzzara, September
- 1957

I^ Mostra Interregionale d’Arte, Veronella, 2.–23.9.
- 1958

Mostra d’Arte “Premio Viadana”, Viadana, 1.–30.6.
- 1959

Mostra Sindacale d’Arte Federazione Artisti, Galerie La Gonzaghesca, Mantua, 14.–31.12.

Mostra Collettiva Artisti Mantovani, Circolo La Rovere, Mantua, 20.12.1959–9.1.1960

II^ Mostra Nazionale d’Arte moderna, Cecina, 2.–30.8.
- 1961

Interregionale d’Arte „Cremona 61“, Palazzo dell’Arte, Cremona, 18.6.–2.7.
- 1962

Interregionale d’Arte „Cremona 62“, Palazzo dell’Arte, Cremona, 13.5.–10.6.
- 1963

Interregionale d’Arte „Cremona 63“, Palazzo dell’Arte, Cremona, 5.5.–9.6.

Interregionale d’Arte „Ricci Oddi“, Palazzo Ricci-Oddi, 13.–30.6.
- 1965

Mostra collettiva di Pittura e Scultura, Salone del Capitaniato, Cologna Veneta, 5.–12.9.
- 1967

I^ Rassegna Arti Figurative Mantovane, Palazzo della Ragione, 4.–18.5.

Mostra Interregionale d’Arte „Monteverdiana“, Palazzo dell’Arte, Cremona, 21.5.–25.6.
- 1971

I^ Mostra Regionale Lombarda, Palazzo dell’Arte, Cremona, 5.–30.9.

Premio Nazionale d’Arte „San Giusto“, Triest, 18.–31.3.

### Retrospektive
- 1975

Arte Figurativa Mantovana del XX° Secolo, Pinacoteca Comunale, Quistello, 23.8.–7.9.
- 1981

Arte a Virgilio, Palazzo Comunale, Virgilio, 14.2.–3.3., Kuratiert von Maria Grazia Savoia und Alessandro Dal Prato
- 1984

Ferrara Ritrovata, Galleria Il Tarlo, Ferrara, 2.–27.5.

Disegno Mantovano del ‘900, Museo Civico di Palazzo Te, Mantua, 1.9.–20.12., Kuratiert von Renzo Margonari, Francesco Bartoli, Gian Maria Erbesato
- 1988

Itinerari Gonzagheschi, Palazzo Ducale, Sabbioneta, 3.–30.9., Kuratiert von Renzo Margonari
- 1991

‘900, 2^ Mostra Arti Decorative del XX° Secolo, Castello di Sartirana Lomellina, 5.5.–19.5.1991
- 1992

La Ceramica del ‘900, Museo Internazionale delle Ceramiche in Faenza, 14.–22.9.
- 1994

Un Museo in Mostra, Palazzo Massari, Ferrara, Kuratiert von Beatrice Buscaroli
- 1996

Mantovaska Kipara, Salon Galerrjie Karas, Zagreb, Kuratiert vom Istituto Italiano di Cultura di Zagabria
- 1997

Terrecotte, Casa di Rigoletto, 1.2.–1.3., (Text von Luciana Gandini)

Motivi di scultura mantovana del ‘900, Museo Civico di Palazzo Te, Mantua, 16.5.–10.8., Kuratiert von Gian Maria Erbesato

Recenti donazioni alla Galleria d’Arte Moderna “Aroldo Bonzagni”, Rocca di Cento, 13.4.–11.5.
- 1999

Pittori e Scultori modenesi tra ‘800 e ‘900, Circolo degli Artisti, Modena, 1.9.–31.10., Kuratiert von Michele Fuoco

Arte a Mantova 1900–1950, Fruttiere di Palazzo Te, Mantua, 26.9.1999–16.1.2000, Kuratiert von Zeno Birolli

Il Disegno a Mantova 1900–1950, Pinacoteca Comunale, Quistello, Kuratiert von Claudio Cerritelli

Le Collezioni Permanenti del Museo delle Generazioni italiane del ‘900 G. Bargellini, MAGI ’900 – Museo delle eccellenze artistiche e storiche, Kuratiert von Giorgio Di Genova
- 2000

Il Disegno a Mantova 1900–1950, Pinacoteca Comunale, Quistello, 1.4.–21.5., Kuratiert von Ferdinando Capisani und Franco Bassignani

Arte a Mantova 1950–1999, Museo Diocesano, Mantua, 8.4.–11.6., Kuratiert von Claudio Cerritelli

Le Collezioni d’Arte della Provincia, Casa del Mantegna, 16.7.–10.9., Kuratiert von Renzo Margonari
- 2001

Arte e Arti, Le Collezioni Camerali, Palazzo della Camera di Commercio, Mantua, 22.3.–28.4., (Text von Renata Casarin)

Il Po in controluce. Arte padana, alluvione e dintorni, Complesso degli Olivetani, Kuratiert von Laura Gavioli, 1.12.2001–4.3.2002
- 2004

Il trionfo dell’incanto, Galleria Antiquaria Zanini, San Benedetto Po, 1.12.2004–31.1.2005, Kuratiert von Franco Negri

Due Scultori e un Monumento, Palazzo Ducale, Massa, 18.12.2004–24.1.2005, Kuratiert von Giuseppe Silvestri
- 2005

Il Male – Esercizi di Pittura crudele, Schloss Stupinigi, 25.2.–26.6., Kuratiert von Vittorio Sgarbi
- 2006

Primo Carnera – Mostra del Centenario, Palazzo della Ragione, Mailand, 6.11.2006–28.1.2007, Kuratiert von Alfonso Panzetta

Art.1 – Cento anni di lavoro nell’Arte a Mantova, Palazzo della Ragione, Mantua, 25.1.–28.2., Kuratiert von Pietro Sanguanini

Galleria d’Arte moderna „Aroldo Bonzagni“, Cento, Kuratiert von Fausto Gozzi und Valeria Tassinari
- 2007

Eredità del Simbolismo – Mitologie, Etnografie, Esoterismi, Galleria d’Arte moderna „Aroldo Bonzagni“, Cento, 12.3.–18.4., Kuratiert von Roberto Roda

Vette incantatte. Boschi fatati. Acque magiche. Visioni simboliste della montagna e della natura, Sovramonte, 9.6.–8.7., Kuratiert von Roberto Roda
- 2010

Scultori Mantovani del Novecento, Pinacoteca Comunale, Quistello – Museo Diffuso „Giuseppe Gorni“, Nuvolato, 27.2.–18.4.2010, Kuratiert von Ferdinando Capisani und Mauro Corradini

Anti–Matter. Sculture del Sacro da Gorni al fantasy, Spazio d’Arte „Il Saggio“, Mantua, 29.5.–20.6., Kuratiert von Gianna Pinotti
- 2011

Opere dalla Collezione d’Arte Moderna e Contemporanea della Provincia di Mantova, Casa del Mantegna, 10.9.–27.11., Kuratiert von Gianfranco Ferlisi

La fortuna e la memoria di Virgilio, Archivio di Stato, Mantua, 15.10.2011–8.1.2012, Kuratiert von Daniela Ferrari

Recenti acquisizioni, Museo Diocesano „F. Gonzaga“, Mantua, 4.11.–1.12., Kuratiert von Gian Maria Erbesato

Arte: lo specchio della bellezza, Galleria Antiquaria Zanini, San Benedetto Po, 3.12.2011–29.1.2012, Kuratiert von Franco Negri
- 2012

Il paesaggio dell’Alto Mantovano: arte, identità, territorio, Casa del Mantegna, 20.4.–15.7., Kuratiert von Gianfranco Ferlisi

Boldini, Previati e de Pisis. Due secoli di grande arte a Ferrara, Palazzo dei Diamanti, 13.10.2012–13.1.2013, Kuratiert von Maria Luisa Pacelli, Barbara Guidi, Chiara Vorrasi
- 2013

Da Boldini a de Pisis – Firenze accoglie i capolavori di Ferrara, Galleria d’arte moderna di Palazzo Pitti und Villa Bardini, Florenz, 19.2.–19.5., Kuratiert von Maria Luisa Pacelli, Barbara Guidi, Chiara Vorrasi

Alluminio, tra Futurismo e Contemporaneità, Cassero per la Scultura italiana dell’Otto–Novecento, Montevarchi, 8.6.–8.9., Kuratiert von Alfonso Panzetta

Virgilio nella memoria contemporanea, Museo Virgiliano, Pietole di Virgilio, 12.10.–10.11., Kuratiert von Gianna Pinotti
- 2014

Assonanze in una famiglia d’Artisti – Enzo Nenci & Teresa Noto, Galleria Il Saggio, Mantua, 30.8.–7.9., Kuratiert von Gianfranco Ferlisi
- 2015

Artisti da fine Ottocento ai giorni nostri, Palazzo della Racchetta, Ferrara, 5.–23.12., Kuratiert von Arianna Fornasari

Uomini favolosi. Arte, pittura e storia nel cenacolo di Giuseppe, Giulio e Ugo Sissa, Centro Culturale Livia Bottardi Milani, Pegognaga, 19.12.2015–17.1.2016, Kuratiert von Gianfranco Ferlisi
- 2016

Quadri da esposizione – Stefano Arienti über die Kunst in Mantua im 20. Jahrhundert, Palazzo Te – Fruttiere, 23.4.–26.6.
- 2017

Al suon della famosa cetra, Biblioteca Teresiana, Mantua, Kuratgiert von Paola Besutti, 1.6.–16.9.
- 2018

Omaggio a Enzo Nenci in die Ausstellung Via Crucis – Ispirati dalla Passione enthalten, Rivarolo Mantovano, Palazzo Del Bue, Kuratiert von Andrea Scazza, 29.3.–29.4.

Donne e Madonne – La figura femminile nell’Arte dal XV° secolo a oggi, Gam – Palazzo Lomellini, Carmagnola, Kuratiert von Elio Rabbione, 1.6.–29.7.

Fato e destino. Tra mito e contemporaneità, Complesso Museale Palazzo Ducale, Mantua, Kuratiert von Renata Casarin und Lucia Molino, 8.9.2018–6.1.2019
- 2019

800/900 – Cultura e società nell’opera degli artisti ferraresi, Kuratiert von Luciano Rivi, Andrea Sardo, Chiara Vorrasi, Palazzina di Marfisa d'Este, Palazzo Bonacossi, Museo di Casa Romei, Ferrara, 22.9.–1.12.2019

## Werke
Anfang der dreißiger Jahre schuf er einige der Marmorbüsten für das Sakrarium der faschistischen Märtyrer (Luigi Barbieri, Fausto Gori, Natalino Magnani, Edmo Squarzanti, Alberto Tognoli) im damals neuen Gebäude der Casa del Fascio, zusammen mit anderen Büsten seiner Kollegen Giuseppe Virgili, Ulderico Fabbri, Antonio Alberghini, Laerte Milani und Gaetano Galvani.

### Werke in Museen und öffentlichen Einrichtungen
- Köpfchen (Porträt seines Bruders Giancarlo), 1920, patinierte Terrakotta, Sammlung Comune di Copparo (Ferrara)
- Il fraticello (Porträt seines Bruders Roberto), 1924, patinierte Terrakotta, Sammlung Comune di Copparo (Ferrara)
- Lo strazio, 1925, Bronze, Sammlung Museo d’Arte moderna F. de Pisis, Ferrara
- Mater Dolorosa, 1925, Bronze, Sammlung Civiche Raccolte d’Arte moderna – Museo del Novecento, Palazzo Reale Milano; Museo d’Arte moderna di Latina
- Porträt von Enrico Canè, 1926, Carrara–Marmor, Atrium des Centro Servizi alla Persona, Ferrara
- Allegorie der Flüsse Po und Reno und Wappen der Provinz, 1927, Carrara–Marmor, Portal des Palazzo della Camera di Commercio di Ferrara
- La Pietà, 1927, Carrara–Marmor, Sammlung Comune di Copparo
- Denkmal zur Erinnerung an Anna Wogatsch Storia, 1928, Carrara–Marmor, Isola di San Michele, Venedig
- Die Klage eines Blinden, 1927, Parianer Marmor, Sammlung Comune di Copparo
- Kopf eines Fliegers, 1930, polychromes Kaolin, Sammlung Museo Civico d’Arte Moderna F. de Pisis, Ferrara
- Spirito malato, 1930, Carrara–Marmor, Sammlung Comune di Copparo
- Nazarener, 1932, patinierte Terrakotta, Sammlung Istituto di Cultura Giorgio Cini, Ferrara
- Großer Engel, 1932, Beton, Cimitero di Tresigallo (Ferrara)
- Brunnen–Denkmal für die Gefallenen von Copparo, 1933–34, Kaisergrüner und weißer Carrara–Marmor
- Gegeißelter Christus, 1934, Gips, Sammlung Comune di Copparo
- Denkmal für den Flieger Giorgio Bombonati, 1936, Statuenmarmor, ex. Scuole di Borgo San Giorgio, Ferrara
- Denkmal für die Gefallenen von Cona, 1935, Carrara–Marmor, Scuole elementari di Cona (Ferrara)
- Das Kaiserreich, 1936, Bronze, Museo delle Generazioni italiane del 900 G.Bargellini, Pieve di Cento (Bologna)
- Kreuzigung, 1939, Bronze, Chiesa del Centro Servizi alla Persona, Via Ripagrande, Ferrara
- Denkmal für den Flieger Francesco Baracca, 1940, Carrara–Marmor, Istituto Statale d’Arte F.Palma di Massa
- Denkmal für den Flieger Ivo Oliveti, 1940, Carrara–Marmor, Istituto Statale d’Arte F.Palma di Massa
- Odysseus, 1949, patinierte Terrakotta, Sammlung Museo Civico d’Arte Moderna F. de Pisis, Ferrara
- Kopf, 1949, patinierte Terrakotta, Sammlung Fondazione BAM–MPS
- Deposizione, 1949, Bronze, Sammlung Civica Galleria d’Arte moderna, Gallarate
- Stalagmiten–Die Familie, 1950, Bronze, Sammlung Museo d’Arte moderna A.Bonzagni
- Argonaut, 1950, Bronze, Sammlung Museo Civico di Palazzo Te, Mantova
- Verteidigung meines Landes, 1951, Terracotta, Sammlung Amministrazione Provinciale di Mantova
- Allegorie der Kunst und des Handwerks, 1951, patinierte Terrakotta, Sammlung Camera di Commercio di Mantova
- Hl. Johannes, 1953, Bronze, Sammlung Museo Diocesano F.Gonzaga, Mantua
- Porträt von Tazio Nuvolari, 1953, Terracotta, Sammlung Museo Tazio Nuvolari
- Mimmi, 1956, Terracotta, Museo d’Arte moderna Alto mantovano, Gazoldo Ippoliti (MN)
- Stalagmiten–Stalaktiten–Lebendige Wolke, 1957, Bronze, Sammlung Museo Civico d’Arte Moderna F. de Pisis, Ferrara
- Il canapino, 1957, patinierte Terrakotta, Sammlung Camera di Commercio di Mantova
- Die Spiele, 1962, glasierte Keramik, Sammlung Comune Mantova
- Familienszene, 1962, glasierte Keramik, Sammlung Comune Mantova
- Im Klassenzimmer, 1962, Bronze, Dekoration Scuole di Borgo Pompilio, Mantova
- Dekorationstafeln in der Scuola Media Scipione Gonzaga, 1964, Terracotta, Bozzolo (Mantua)
- Stalagmiten–Kontinuität, 1968, Bronze, Sammlung GAMA, Galleria d’Arte moderna, Gallarate (Varese)
- Porträt von Ernesto „Che“ Guevara, 1969, Bronze, Centro Nactional de la Cultura Comunitaria L’Avana